# REN TV
REN TV (în rusă РЕН ТВ) este o televiziune privată generalistă din Rusia.  Compania de televiziune a fost înființată în august 1991, dar până în 1997 nu avea frecvență proprie și a emis emisiuni pentru ORT (27 decembrie 1991 - 31 martie 1995 - "Pervîi Kanal"), RTR, NTV . Din 1 ianuarie 1997, REN TV (numită apoi REN-TV-NAF) și-a început propria difuzare pe întreg teritoriul Rusiei .
Programele și personalul canalului au devenit în mod repetat câștigători a premiului național de televiziune "TEFI" și alte premii profesionale.
Înainte de schimbarea conducerii în 2011, canalul a avut o politică de informare a opoziției exprimată clar .
În prezent, programele pe tema istoriei alternative, a teoriilor conspirației și a ufologiei se numără printre materialele care formează conținutul canalului. Partea motivantă a premiului a fost definită după cum urmează: "postul de televiziune promovează activ teoriile conspirației și neîncrederea științei. Poveștile neînsuflețite și fictive sunt prezentate sub forma de documentare și popularizare a științei, care induce în eroare audiența ".
În 2015, împreună cu TV-3 a fost nominalizat de către Ministerul Educației și Științei al Federației Ruse ca „cel mai dăunător proiect pseudoștiințific (pentru răspândirea miturilor, amăgirilor și superstițiilor)”. În 2011, Consiliul Științific al Institutului Astronomic de Stat Sternberg (Государственного астрономического института) a emis o declarație în care a cerut oamenilor de știință ruși să nu acorde interviuri canalelor TV-3 și REN, din cauza abundenței programelor de televiziune pseudo-științifice de pe aceste canale.